# Безяев, Игорь Иванович
Игорь Иванович Безяев (17 июля 1922, Харьков — 8 декабря 1993, Москва) — советский актёр.

## Биография
Родился 17 июля 1922 года в Харькове.
Являлся Участником Великой Отечественной войны. В 1942 году окончил Омское пехотное училище, был помощником командира взвода в 24-й гвардейской дивизии, под Сталинградом был тяжело ранен в ногу осколком мины, комиссован в 1943 году.
Награждён медалью «За победу над Германией» (1945), Орденом Отечественной войны 2-й степени (1985).
В 1945 году он поступил во ВГИК (курс В. В. Ванина), который окончил в 1949 году.
В 1949—1964 годах — актёр Театра-студии киноактёра и киностудии «Мосфильм».
С 1964 года и до выхода на пенсию в 1989 году состоял в штате актёров Киностудии им. М. Горького.
Скончался 8 декабря 1993 года в Москве, похоронен на Востряковском кладбище.

## Фильмография
Актёр-эпизодник, снялся в более чем 80 фильмах, в том числе:
- 1950 — Жуковский — летчик (нет в титрах)
- 1950 — Кавалер Золотой Звезды — шофёр (нет в титрах)
- 1953 — Вихри враждебные — Виноградов
- 1953 — Степные зори — Филька-гармонист
- 1953 — Таинственная находка — Никанор Сарванов, оленевод-орденоносец
- 1954 — Море студёное — собутыльник Фёдора
- 1955 — Звёзды на крыльях — моряк, дежурный из караула
- 1955 — Солдат Иван Бровкин — армейский почтальон (нет в титрах)
- 1956 — Тугой узел — начальник фермы
- 1957 — Ленинградская симфония — старшина
- 1957 — Огненные вёрсты — вор (нет в титрах)
- 1957 — Страницы былого — Яшка, шулер
- 1958 — Ветер — «Мышонок» (нет в титрах)
- 1958 — Жизнь прошла мимо — Игорек
- 1958 — Смена начинается в шесть — Сенька, шахтёр
- 1959 — Муму — Капитон, башмачник
- 1960 — Конец старой Берёзовки — член бригады (нет в титрах)
- 1961 — Битва в пути — Ивушкин, начальник цеха шасси
- 1961 — Приключения Кроша — Егорыч (нет в титрах)
- 1962 — Коллеги — хулиган (нет в титрах)
- 1963 — При исполнении служебных обязанностей — второй пилот
- 1963 — Тишина — Кандеев, официант
- 1964 — Товарищ Арсений — рабочий
- 1965 — Год, как жизнь — горожанин (нет в титрах)
- 1967 — Марианна — полковник госбезопасности
- 1967 — Поиск — архитектор (нет в титрах)
- 1967 — Спасите утопающего — сосед, участник хора
- 1968 — Щит и меч — «Кролик», подсадной в лагере для военнопленных
- 1969 — Адъютант его превосходительства — фельдфебель
- 1969 — Варвара-краса, длинная коса — боярин
- 1969 — Песнь о Маншук — солдат Михеич
- 1969 — Свой — ответственный по оружию
- 1970 — Красная площадь — начальник станции
- 1970 — Один из нас — Иванов, работник спеццеха завода
- 1970 — Переступи порог — родитель на собрании (нет в титрах)
- 1970 — Посланники вечности — министр
- 1971 — Возвращение к жизни — Лонг
- 1971 — Держись за облака / Kapaszkodj a fellegekbe! (Венгрия, СССР) — спекулянт
- 1971 — Ехали в трамвае Ильф и Петров — кондуктор
- 1972 — Визит вежливости — житель древней Помпеи (нет в титрах)
- 1972 — За всё в ответе — участник встречи выпускников (нет в титрах)
- 1972 — Самый последний день — сосед (нет в титрах)
- 1973 — За облаками — небо — ведущий инженер полетов (нет в титрах)
- 1973 — Последний подвиг Камо — Боба Докутович, ротмистр, эмигрант-белогвардеец
- 1973 — С весельем и отвагой — председатель колхоза
- 1973 — Вечный зов — купец
- 1974 — Совесть — сослуживец Кудрявцева, культорг трикотажной фабрики
- 1974 — Такие высокие горы — полицай
- 1974 — Ералаш (выпуск №1, сюжет "Дым, дым, дым!") — прохожий (нет в титрах)
- 1976 — Вдовы — Мурин, член райисполкома
- 1976 — Восхождение — партизан
- 1976 — Дни Турбиных — поручик Копылов
- 1976 — Трын-трава — Максимыч, бригадир
- 1977 — Фронт за линией фронта — дьячок Мефодий
- 1979 — Возвращение чувств — муж Закии
- 1980 — Охота на лис — дядя Коля
- 1980 — Три года — Мокеичев, управляющий в конторе Лаптевых
- 1981 — Прощание — член бригады пожегщиков
- 1982 — Инспектор ГАИ — Смирнов
- 1982 — Не ждали, не гадали! — сосед
- 1983 — Подросток — Семен Сидорыч «Рябой»
- 1984 — Мёртвые души — приказчик Манилова
- 1984 — Хроника одного лета — Виталий Григорьевич
- 1985 — Дикий хмель — Ступкин
- 1985 — Картина — Рычков, геодезист, рубщик леса
- 1985 — Иди и смотри — пожилой партизан (нет в титрах)